# Anastasios I
Anastasios I, Flavius Anastasius, född 430 i Dyrrahcium, död 9 juli 518, var bysantinsk kejsare från och med 491 till sin död. Hans regeringstid präglades av ständiga uppror då han stödde den monofysitiska läran som redan var förkastad av pöbeln i Konstantinopel. Han reformerade och höjde skatterna i Bysans. På det viset lade han grunden för de militära erövringar som skedde under Justinianus I:s tid vid makten.